# Côte d'Amay
De Côte d'Amay is een helling in de Ardennen, vernoemd naar Amay aan de voet. 

## Wielrennen
De helling is vroeger weleens onderdeel geweest van Dwars door België toen de finish in Eisden lag. Ook wordt de helling vaker opgenomen in de Waalse Pijl.